# Pedicularis pinetorum
Pedicularis pinetorum är en snyltrotsväxtart som beskrevs av Hand.-mazz.. Pedicularis pinetorum ingår i släktet spiror, och familjen snyltrotsväxter. Inga underarter finns listade i Catalogue of Life.